# Tama (Tokyo)
Tama (多摩市?) è una città giapponese conurbata in Tokyo, situata sulle sponde dell'omonimo fiume.
La collina dove sorge la città costituisce l'ambientazione di Pom Poko, film d'animazione giapponese del 1994 diretto da Isao Takahata.